# Cassia charlesiana
Cassia charlesiana är en ärtväxtart som beskrevs av Symon. Cassia charlesiana ingår i släktet Cassia och familjen ärtväxter. Inga underarter finns listade i Catalogue of Life.